# جيمس بورسيل
جيمس بورسيل هو محاسب وسياسي أسترالي، ولد في 7 يناير 1953 في Bessiebelle ‏ في أستراليا. نشط حزبياً في Vote 1 Local Jobs ‏. وقد انتخب عضو المجلس التشريعي الفيكتوري ‏ عن دائرة Western Victoria Region ‏ (29 نوفمبر 2014 – 24 نوفمبر 2018).